# Aphoebantus albicinctus
Aphoebantus albicinctus är en tvåvingeart som beskrevs av Paramonov 1925. Aphoebantus albicinctus ingår i släktet Aphoebantus och familjen svävflugor. Inga underarter finns listade i Catalogue of Life.